# روجر بلانك
روجر بلانك (بالإنجليزية: Roger Blank)‏ هو طبال أمريكي، ولد في 19 ديسمبر 1938 في نيويورك في الولايات المتحدة.

## وصلات خارجية
- روجر بلانك على موقع ميوزك برينز (الإنجليزية)
- روجر بلانك على موقع أول ميوزيك (الإنجليزية)